# Boliga.dk
Boliga.dk er en boligportal for både boligsøgende og generelt interesserede i boligmarkedet i Danmark. Portalen er ikke tilknyttet et bestemt ejendomsmæglerfirma og giver mulighed for at søge på tværs af ejendomsmæglere. Den ejes af Boliga Gruppen (tidligere Euroinvestor). Boliga.dk besøges af ca. 457.000 personer om måneden (pr. november 2015), hvilket rækker til en 36. plads blandt danske netmedier. Portalen beskæftigede primo 2016 ca. 20 medarbejdere.
Boliga har i dag udover hovedsiden de beslægtede boligportaler Selvsalg.dk (for boligsælgere, der ønsker at sælge uden hjælp fra en ejendomsmægler), Udenombanken.dk  Itvang.dk og Tvangsauktioner.dk. 
I august 2008 åbnede Boliga også i Sverige under navnet boliga.se, og i januar 2009 i Norge (boliga.no).

## Faciliteter
Boliga.dk kan give information om fx boligernes geografiske beliggenhed, kvadratmeterpris, liggetid og tidligere handelspriser. Det er blandt andet muligt at se dagens prisfald og prisstigninger. Registrerede brugere kan sætte boliger på deres overvågningsliste og få tilsendt besked, når der sker ændringer i udbuddet.
Boliga.dk har også tilknyttet en brugerstyret boligdebat, hvor brugerne diskuterer emner fra rentestigninger til anlægsgartnere.

## Konkurrence og konflikt
Boliga var fra starten en konkurrent til den lignende portal Boligsiden.dk, der er ejet af ejendomsmæglernes brancheorganisation Dansk Ejendomsmæglerforening. Som følge af den uvelkomne konkurrence valgte en række af de store mæglerkæder i 2009 at boykotte Boliga.dk. Sagen blev i 2012 meldt til Bagmandspolitiet som ulovlig konkurrenceforvridning og førte i starten af 2016 til, at en række af de store kæder fik bøder i millionklassen. I februar 2016 accepterede home deres bøde på 3,75 millioner kr.

## Ejerskab
Boliga.dk startede oprindelig i januar 2007 som et fritidsprojekt for tre personer. Den 1. juli 2007 købte Euorinvestor.com 51 % af anparterne i Boliga Aps, og i løbet af 2013 købte virksomheden den resterende del af portalen. I 2018 blev de investeringsrelaterede dele af selskabet solgt til Berlingske Media, og den tilbageværende del af selskabet ville skifte navn til Boliga Gruppen.

## Pristildelinger
Boliga.dk har i tidens løb vundet en række priser, således i 2007 prisen 'Årets Nye Medie' på konferencen New Media Days, i 2008 Mediernes Internetpris i kategorien Bedste Mashup, i 2009 E-handelsprisen (juryens specialpris) og i 2010 Mediernes Internetpris i kategorien 'Bedste brug af nettet til politik og påvirkning'